# Program ochrony księżniczek
Program ochrony księżniczek – amerykański film wyreżyserowany przez Allison Liddi z Demi Lovato i Seleną Gomez w rolach głównych.

## Fabuła
Kiedy księżniczka Rosalinda (Demi Lovato) ma zostać królową swego kraju, Costa Luny, na kraj napada zły dyktator, generał Magnus Kane (Johnny Ray Rodriguez). Dziewczyna zostaje wywieziona z kraju i objęta Programem Ochrony Księżniczek, tajną organizacją, która ma na celu ochronę i opiekę nad zagrożonymi księżniczkami. Rosalinda zamieszkuje u agenta Masona (Tom Verica) w Louisianie. Tam spotyka jego córkę, Carter (Selena Gomez), która pracuje w sklepie swego ojca, sprzedając przynęty. Carter marzy, by pójść na szkolny bal z Donniem (Robert Adamson), szkolnym przystojniakiem, w którym jest zakochana. Rosalinda zostaje normalną nastolatką o imieniu Rosie i razem z Carter chodzi do szkoły, gdzie staje się coraz bardziej lubiana i popularna.
Po wielu wzlotach i upadkach Rosie i Carter zostają przyjaciółkami, a Carter uczy księżniczkę, jak być zwykłą Amerykanką, za to Rosalinda pomaga przyjaciółce znaleźć w sobie coś z księżniczki. W efekcie końcowym Carter mówi Donniemu, co o nim myśli i udaje się tańczyć z Edem (Nicholas Braun), który jest jej najlepszym przyjacielem, a w dodatku jest w niej od dawna zakochany. Podczas balu Rosie zostaje okrzyknięta „królową jesieni”. Na uroczystości niespodziewanie pojawia się generał Kane, który zostaje aresztowany.
Rosie zostaje królową Costa Luny, a na koronacji pojawiają się m.in. Carter i Ed.

## Obsada
- Demi Lovato – Księżniczka Rosalinda Marie Montoya Fiore / Rosie Gonzalez
- Selena Gomez – Carter Mason
- Tom Verica – pan Mason
- Sully Diaz – Sophia
- Samantha Droke – Brooke
- Johnny Ray Rodriguez – Generał Magnus Kane
- Nicholas Braun – Ed
- Robert Adamson – Donnie
- Jamie Chung – Chelsea
- Kevin G. Schmidt – Bull
- Molly Hagan – dyrektorka Programu Ochrony Księżniczek
- Dale Dickey – Helen
- Ricardo Alvarez – Senior Elegante
- Brian Tester – dyrektor Booke

## Muzyka
Motywem przewodnim filmu jest duet nagrany przez Demi Lovato i Selenę Gomez „One and the Same”, oraz piosenkę nagraną przez Mitchela Mussa zatytułowaną „The Girl Can not Help It”. Utwory zostały włączone do kompilacji albumu „Disney Channel Playlist”, która została wydana 9 czerwca 2009 roku. Film zawiera również utwór „Two Worlds Collide” autorstwa Lovato, który znalazł się na jej debiutanckim albumie Don't Forget.

### One and the Same
Utwór wykonany przez główne aktorki Lovato i Gomez. Piosenka została napisana przez Vitamin C, Michaela Kotcha i Dave'a Derba, oraz była produkowana przez Mitcha Allana. Muzyka znalazła się na płycie DVD. Piosenka znalazła się również na płycie kompilacji Disney Channel Playlist, która została wydana 9 czerwca 2009 roku.
Notowania
Utwór sprzedano w nakładzie 329 000 cyfrowych kopii.
| Lista (2009)                | Najwyższa pozycja |
| --------------------------- | ----------------- |
| Stany Zjednoczone (Hot 100) | 82                |

## Wersja polska
W wersji polskiej udział wzięli:
- Agnieszka Mrozińska – Rosalinda Montoya Fiore / Rosie Gonzalez
- Monika Pikuła – Carter Mason
- Łukasz Talik – Ed
- Agata Kulesza – Pani Dyrektor
- Jarosław Boberek – Generał Magnus Kane
- Katarzyna Łaska – Chelsea
- Beata Wyrąbkiewicz – Brooke
- Marcin Mroziński – Donny
- Mateusz Narloch – Bull
- Izabela Dąbrowska – Helen
- Joanna Jeżewska – Królowa Sofía Fiore
- Przemysław Bluszcz – Joe Mason
- Justyna Bojczuk – Chloe
- Klaudiusz Kaufmann – Dimitri
- Tomasz Steciuk – Señor Elegante
- Wojciech Paszkowski – Dyrektor Burkle
- Elisabeth Duda – Mademoiselle Devereux
- Agnieszka Fajlhauer – Margaret
- Paweł Szczesny – Arcybiskup

W pozostałych rolach:
- Malwina Gauer
- Katarzyna Kozak
- Magda Wasylik
- Jan Bzdawka
- Krzysztof Cybiński
- Kajetan Lewandowski

Reżyseria: Joanna Węgrzynowska-Cybińska

Dialogi: Piotr Radziwiłowicz

Opracowanie wersja polskiej: Sun Studio A/S – Oddział w Polsce

Dźwięk i montaż: Piotr Zygo

Zgranie wersji polskiej: Marcin Gajko

Kierownictwo produkcji: Beata Jankowska, Marcin Kopiec

Opieka artystyczna: Aleksandra Sadowska

Produkcja polskiej wersji językowej: Disney Character Voices International, Inc.